# Flowers (bài hát của Miley Cyrus)
"Flowers" là một bài hát của ca sĩ người Mỹ Miley Cyrus nằm trong album phòng thu thứ tám của cô, Endless Summer Vacation (2023). Bài hát được phát hành như là đĩa đơn đầu tiên trích từ album bởi Columbia Records vào ngày 12 tháng 1 năm 2023 ở một số quốc gia, và trên toàn thế giới vào ngày hôm sau. "Flowers" được đồng sáng tác bởi Cyrus, Gregory Aldae Hein và Michael Pollack, trong khi Kid Harpoon và Tyler Johnson đảm nhận phần sản xuất. Đây là một bản pop kết hợp với những yếu tố của disco, rock và funk, với nội dung mô tả cảm giác tự lập của một cô gái sau khi chia tay người yêu cũ, đồng thời thể hiện lập trường về việc không cần phải dựa dẫm vào người khác để được yêu thương. Sau khi ra mắt, một số nhà phê bình cho rằng "Flowers" là một thông điệp của nữ ca sĩ gửi đến chồng cũ Liam Hemsworth, vì tác phẩm được phát hành vào ngày sinh nhật của Hemsworth và lời bài hát đề cập đến một số sự kiện diễn ra trong cuộc sống hôn nhân của họ.
"Flowers" nhận được nhiều đánh giá tích cực từ các nhà phê bình âm nhạc, trong đó họ đánh giá cao chất giọng ngày càng trưởng thành của Cyrus và khả năng truyền tải trong giọng hát của cô. Bài hát cũng gặt hái những thành công rực rỡ về mặt thương mại, trở thành đĩa đơn thành công nhất của Cyrus trên phương diện toàn cầu. Bản nhạc đứng đầu bảng xếp hạng Billboard Global 200 ở tuần ra mắt và trụ vững trong 13 tuần không liên tiếp, cũng như thống trị các bảng xếp hạng ở 37 quốc gia khác như Úc, Canada, Ireland, Singapore, Nam Phi và Vương quốc Anh. Tại Hoa Kỳ, "Flowers" ra mắt ở vị trí số một trên bảng xếp hạng Billboard Hot 100 và trải qua 8 tuần không liên tiếp dẫn đầu, trở thành bản nhạc quán quân thứ hai của Cyrus sau "Wrecking Ball" (2013), đồng thời lập kỷ lục về số tuần dẫn đầu nhiều nhất trong lịch sử bảng xếp hạng Billboard Adult Contemporary, với 46 tuần. Đây là đĩa đơn bán chạy nhất thế giới năm 2023, thu về hơn 2.7 tỷ lượt phát trực tuyến trên toàn cầu, theo Liên đoàn Công nghiệp ghi âm Quốc tế (IFPI).
Video ca nhạc cho "Flowers" được đạo diễn bởi Jacob Bixenman, trong đó bao gồm những cảnh Cyrus nhảy múa ở nhiều địa điểm, như hồ bơi ngoài trời, sân sau và trên nóc nhà của cô. Để quảng bá bài hát, nữ ca sĩ đã trình diễn "Flowers" trong bộ phim tài liệu kiêm hòa nhạc đi kèm với album Endless Summer Vacation (Backyard Sessions), và tại giải Grammy lần thứ 66. Kể từ khi phát hành, bản nhạc đã phá vỡ một loạt kỷ lục trên các nền tảng phát trực tuyến, bao gồm kỷ lục bài hát được phát trực tuyến nhiều nhất trong một tuần trên Spotify (trong tuần đầu tiên lẫn thứ hai) và bài hát cán mốc một tỷ lượt phát nhanh nhất trong lịch sử Spotify (sau 112 ngày). Ngoài ra, "Flowers" còn giúp Cyrus chiến thắng những giải Grammy đầu tiên trong sự nghiệp cho Thu âm của năm và Trình diễn đơn ca pop xuất sắc nhất, bên cạnh đề cử cho Bài hát của năm. Một bản thu nháp của "Flowers" cũng được phát hành dưới dạng nhạc số vào ngày 3 tháng 3 năm 2023, sau đó được đưa vào bản trực tuyến của Endless Summer Vacation.

## Thành phần thực hiện
Thành phần thực hiện được trích từ Tidal, Pitchfork và trong ghi chú của Endless Summer Vacation.

### Thu âm
- Sáng tác tại Sunset Sound Recorders[1]
- Thu âm tại Ridgemont High, Los Angeles
- Phối khí tại Windmill Lane Studios, Dublin
- Master tại Sterling Sound, Edgewater, New Jersey

### Nhân sự
- Miley Cyrus – giọng hát, viết nhạc, điều hành sản xuất, giọng mô phỏng bộ gõ
- Kid Harpoon – sản xuất, guitar bass, trống, bộ gõ, guitar, synthesizer
- Gregory Aldae Hein – viết nhạc
- Tyler Johnson – sản xuất, guitar, đàn phím Wurlitzer, synthesizer
- Joe LaPorta – kỹ sư master
- Rob Moose – sắp xếp dàn dây, violin, viola
- Michael Pollack – viết nhạc, Rhodes piano
- Brian Rajaratnam – kỹ sư
- Doug Showalter – đàn phím
- Mark "Spike" Stent – kỹ sư phối khí
- Matt Wolach – trợ lý kỹ sư

## Xếp hạng
| Bảng xếp hạng (2023–2024)                      | Vị trí cao nhất |
| ---------------------------------------------- | --------------- |
| Argentina (Argentina Hot 100)                  | 3               |
| Úc (ARIA)                                      | 1               |
| Áo (Ö3 Austria Top 40)                         | 1               |
| Bỉ (Ultratop 50 Flanders)                      | 1               |
| Bỉ (Ultratop 50 Wallonia)                      | 1               |
| Bolivia (Billboard)                            | 2               |
| Brazil (Billboard)                             | 4               |
| Brazil Phát thanh (Crowley Charts)             | 39              |
| Brazil Phát thanh Pop Quốc tế (Crowley Charts) | 1               |
| Bulgaria (PROPHON)                             | 1               |
| Canada (Canadian Hot 100)                      | 1               |
| Canada AC (Billboard)                          | 1               |
| Canada CHR/Top 40 (Billboard)                  | 1               |
| Canada Hot AC (Billboard)                      | 1               |
| Chile (Billboard)                              | 5               |
| CIS (TopHit)                                   | 1               |
| Colombia (Billboard)                           | 4               |
| Costa Rica (FONOTICA)                          | 2               |
| Croatia (HRT)                                  | 1               |
| Croatia (Billboard)                            | 1               |
| Cộng hòa Séc (Rádio Top 100)                   | 1               |
| Cộng hòa Séc (Singles Digitál Top 100)         | 1               |
| Đan Mạch (Tracklisten)                         | 1               |
| Ecuador (Billboard)                            | 3               |
| Ecuador (National-Report)                      | 1               |
| El Salvador (Monitor Latino)                   | 2               |
| Phần Lan (Suomen virallinen lista)             | 1               |
| Pháp (SNEP)                                    | 1               |
| Đức (GfK)                                      | 1               |
| Hy Lạp Quốc tế (IFPI)                          | 1               |
| Thế giới Global 200 (Billboard)                | 1               |
| Guatemala (Monitor Latino)                     | 12              |
| Honduras (Monitor Latino)                      | 3               |
| Hong Kong (Billboard)                          | 16              |
| Hungary (Rádiós Top 40)                        | 1               |
| Hungary (Single Top 40)                        | 1               |
| Hungary (Stream Top 40)                        | 1               |
| Iceland (Plötutíðindi)                         | 1               |
| India International Singles (IMI)              | 4               |
| Indonesia (Billboard)                          | 8               |
| Ireland (IRMA)                                 | 1               |
| Israel (Media Forest)                          | 1               |
| Ý (FIMI)                                       | 3               |
| Nhật Bản Quốc tế (Billboard)                   | 1               |
| Latvia (EHR)                                   | 1               |
| Latvia (LAIPA)                                 | 1               |
| Lebanon (Lebanese Top 20)                      | 2               |
| Lithuania (AGATA)                              | 1               |
| Luxembourg (Billboard)                         | 1               |
| Malaysia (Billboard)                           | 2               |
| Malaysia (RIM)                                 | 2               |
| MENA (IFPI)                                    | 1               |
| Mexico (Billboard)                             | 2               |
| Hà Lan (Dutch Top 40)                          | 1               |
| Hà Lan (Single Top 100)                        | 1               |
| New Zealand (Recorded Music NZ)                | 1               |
| Nicaragua (Monitor Latino)                     | 8               |
| Nigeria (TurnTable charts)                     | 23              |
| Na Uy (VG-lista)                               | 1               |
| Panama (Monitor Latino)                        | 2               |
| Paraguay (Monitor Latino)                      | 1               |
| Peru (Billboard)                               | 2               |
| Philippines (Billboard)                        | 1               |
| Ba Lan (Polish Airplay Top 100)                | 1               |
| Ba Lan (Polish Streaming Top 100)              | 1               |
| Bồ Đào Nha (AFP)                               | 1               |
| Puerto Rico (Monitor Latino)                   | 10              |
| Romania (Billboard)                            | 1               |
| Romania (Romania Radio Airplay)                | 1               |
| Romania (Romania TV Airplay)                   | 1               |
| Rumani (UPFR)                                  | 1               |
| Nga Airplay (Tophit)                           | 1               |
| Singapore (RIAS)                               | 1               |
| Slovakia (Rádio Top 100)                       | 1               |
| Slovakia (Singles Digitál Top 100)             | 1               |
| Nam Phi (Billboard)                            | 1               |
| Hàn Quốc (Circle)                              | 117             |
| Tây Ban Nha (PROMUSICAE)                       | 2               |
| Suriname (Nationale Top 40)                    | 2               |
| Thụy Điển (Sverigetopplistan)                  | 1               |
| Thụy Sĩ (Schweizer Hitparade)                  | 1               |
| Đài Loan (Billboard)                           | 9               |
| UAE (IFPI)                                     | 15              |
| Anh Quốc (OCC)                                 | 1               |
| Ukraina Airplay (Tophit)                       | 1               |
| Uruguay (Monitor Latino)                       | 6               |
| Hoa Kỳ Billboard Hot 100                       | 1               |
| Hoa Kỳ Adult Contemporary (Billboard)          | 1               |
| Hoa Kỳ Adult Pop Airplay (Billboard)           | 1               |
| Hoa Kỳ Dance/Mix Show Airplay (Billboard)      | 1               |
| Hoa Kỳ Pop Airplay (Billboard)                 | 1               |
| Hoa Kỳ Rhythmic (Billboard)                    | 14              |
| Venezuela (Record Report)                      | 25              |
| Việt Nam (Vietnam Hot 100)                     | 1               |

| Bảng xếp hạng (2023)                       | Vị trí cao nhất |
| ------------------------------------------ | --------------- |
| Brazil Phát trực tuyến (Pro-Música Brasil) | 13              |
| CIS (TopHit)                               | 1               |
| Paraguay (SGP)                             | 3               |
| Nga Phát thanh (TopHit)                    | 1               |
| Hàn Quốc (Circle)                          | 122             |
| Ukraine Phát thanh (TopHit)                | 1               |

| Bảng xếp hạng (2023)                       | Vị trí |
| ------------------------------------------ | ------ |
| Argentina Phát thanh (Monitor Latino)      | 1      |
| Úc (ARIA)                                  | 1      |
| Áo (Ö3 Austria Top 40)                     | 1      |
| Bỉ (Ultratop 50 Flanders)                  | 1      |
| Bỉ (Ultratop 50 Wallonia)                  | 1      |
| Brazil Phát thanh (Crowley Charts)         | 50     |
| Brazil Phát trực tuyến (Pro-Música Brasil) | 43     |
| Canada (Canadian Hot 100)                  | 1      |
| CIS (TopHit)                               | 1      |
| Colombia Phát thanh (Monitor Latino)       | 52     |
| Đan Mạch (Tracklisten)                     | 1      |
| El Salvador (ASAP EGC)                     | 9      |
| Pháp (SNEP)                                | 1      |
| Đức (Official German Charts)               | 2      |
| Global 200 (Billboard)                     | 1      |
| Hungary (Rádiós Top 40)                    | 2      |
| Hungary (Single Top 40)                    | 36     |
| Iceland (Plötutíðindi)                     | 13     |
| Ý (FIMI)                                   | 17     |
| Mexico Phát thanh (Monitor Latino)         | 1      |
| Hà Lan (Dutch Top 40)                      | 1      |
| Hà Lan (Single Top 100)                    | 4      |
| New Zealand (Recorded Music NZ)            | 1      |
| Paraguay (Monitor Latino)                  | 1      |
| Ba Lan (Polish Airplay Top 100)            | 1      |
| Ba Lan (Polish Streaming Top 100)          | 2      |
| Nga Phát thanh (TopHit)                    | 1      |
| Thụy Điển (Sverigetopplistan)              | 4      |
| Thụy Sĩ (Schweizer Hitparade)              | 1      |
| Vương quốc Anh (OCC)                       | 1      |
| Ukraine Phát thanh (TopHit)                | 2      |
| Hoa Kỳ Billboard Hot 100                   | 2      |
| Hoa Kỳ Adult Contemporary (Billboard)      | 4      |
| Hoa Kỳ Adult Top 40 (Billboard)            | 1      |
| Hoa Kỳ Dance/Mix Show Airplay (Billboard)  | 4      |
| Hoa Kỳ Mainstream Top 40 (Billboard)       | 2      |
| Toàn cầu (IFPI)                            | 1      |

## Chứng nhận
| Quốc gia | Chứng nhận   | Số đơn vị/doanh số chứng nhận |
| --- | ------------ | ----------------------------- |
| Úc (ARIA)                                                                                                   | 8× Bạch kim  | 560.000‡                      |
| Áo (IFPI Áo)                                                                                                | 3× Bạch kim  | 90.000‡                       |
| Bỉ (BEA) | 3× Bạch kim  | 120.000‡                      |
| Brasil (Pro-Música Brasil)                                                                                  | 3× Kim cương | 480.000‡                      |
| Canada (Music Canada)                                                                                       | Kim cương    | 800.000‡                      |
| Đan Mạch (IFPI Đan Mạch)                                                                                    | 2× Bạch kim  | 180.000‡                      |
| Pháp (SNEP)                                                                                                 | Kim cương    | 333.333‡                      |
| Đức (BVMI)                                                                                                  | Bạch kim     | 300.000‡                      |
| Hungary (Mahasz)                                                                                            | 11× Bạch kim | 33.000‡                       |
| Ý (FIMI) | 3× Bạch kim  | 300.000‡                      |
| México (AMPROFON)                                                                                           | 4× Bạch kim  | 560.000‡                      |
| New Zealand (RMNZ)                                                                                          | 4× Bạch kim  | 120.000‡                      |
| Ba Lan (ZPAV)                                                                                               | Kim cương    | 250.000‡                      |
| Bồ Đào Nha (AFP)                                                                                            | 4× Bạch kim  | 40.000‡                       |
| Tây Ban Nha (PROMUSICAE)                                                                                    | 5× Bạch kim  | 300.000‡                      |
| Thụy Sĩ (IFPI)                                                                                              | 5× Bạch kim  | 100.000‡                      |
| Anh Quốc (BPI)                                                                                              | 3× Bạch kim  | 1.800.000‡                    |
| Streaming                                                                                                   |              |                               |
| Hy Lạp (IFPI Hy Lạp)                                                                                        | 3× Bạch kim  | 6.000.000                     |
| Thụy Điển (GLF)                                                                                             | 3× Bạch kim  | 24.000.000                    |
| Toàn cầu | —            | 2,700,000,000                 |
| ‡ Chứng nhận dựa theo doanh số tiêu thụ và phát trực tuyến. · Chứng nhận dựa theo doanh số phát trực tuyến. |              |                               |

## Lịch sử phát hành
| Vùng      | Ngày             | Định dạng                                                                             | Phiên bản | Nhãn     | Ct.     |
| --------- | ---------------- | ------------------------------------------------------------------------------------- | --------- | -------- | ------- |
| Nhiều nơi | 12 tháng 1, 2023 | Tải nhạc số phát trực tuyến                                                           | Bản gốc   | Columbia | [ 165 ] |
| Hoa Kỳ    | 16 tháng 1, 2023 | Adult contemporary radio hot adult contemporary radio modern adult contemporary radio | Bản gốc   | Columbia | [ 166 ] |
| Hoa Kỳ    | 17 tháng 1, 2023 | Contemporary hit radio                                                                | Bản gốc   | Columbia | [ 167 ] |
| Ý         | 19 tháng 1, 2023 | Phát thanh                                                                            | Bản gốc   | Sony     | [ 168 ] |
| Nhiều nơi | 3 tháng 3, 2023  | Tải nhạc số phát trực tuyến                                                           | Bản nháp  | Columbia | [ 169 ] |
| Nhiều nơi | 3 tháng 3, 2023  | Tải nhạc số                                                                           | Không lời | Columbia | [ 170 ] |